# تیراندازی با کمان در المپیک تابستانی ۱۹۰۸
تیراندازی با کمان در بازی‌های المپیک تابستانی ۱۹۰۸ نام رویداد ورزش تیراندازی با کمان در بازی‌های المپیک تابستانی بود که در سال ۱۹۰۸ برگزار شد. بریتانیای کبیر ۴۱ ورزشکار(۲۵ زن و ۱۶ مرد)، فرانسه ۱۵ ورزشکار مرد و آمریکا یک ورزشکار مرد برای رقابت فرستاده بودند.

## جدول مدال‌ها
| رتبه | کشور                      | طلا | نقره | برنز | مجموع |
| ۱    | بریتانیای کبیر (GBR)      | ۲   | ۲    | ۱    | ۵     |
| ۲    | فرانسه (FRA)              | ۱   | ۱    | ۱    | ۳     |
| ۳    | ایالات متحده آمریکا (USA) | ۰   | ۰    | ۱    | ۱     |

## کشورهای شرکت کننده
۵۷ ورزشکار رقابت‌کننده از ۳ کشور.
- فرانسه (۱۵)
- بریتانیای کبیر (۴۱)
- ایالات متحده آمریکا (۱)